# Gianluca Cologna
Gianluca Cologna (17 maggio 1990) è un fondista svizzero.
È fratello di Dario, a sua volta fondista di alto livello.

## Biografia
Originario del Canton Grigioni, ha esordito in Coppa del Mondo il 12 dicembre 2010 a Davos (88°) e ai Campionati mondiali a Val di Fiemme 2013 (27° nella sprint).
Ha ottenuto il primo podio in Coppa del Mondo il 21 dicembre 2013 ad Asiago (3°) e ha debuttato ai Giochi olimpici invernali a Soči 2014 (5° nella sprint a squadre), L'anno dopo ai Mondiali di Falun 2015 si è classificato 27º nella sprint e 15º nella sprint a squadre.

## Palmarès

### Coppa del Mondo
- Miglior piazzamento in classifica generale: 56º nel 2014
- 1 podio (individuale):
  - 1 terzo posto

### Campionati svizzeri
- 4 podi[3]:
  - 1 oro (lunga distanza a tecnica classica)
  - 2 argenti (10 km a tecnica libera, inseguimento)
  - 1 bronzo (sprint a tecnica libera)